# Johann Most
Johann Joseph Most (Augusta, 5 febbraio 1846 – Cincinnati, 17 marzo 1906) è stato un politico, giornalista e anarchico tedesco naturalizzato statunitense.
Figlio illegittimo di un sacerdote restò, bambino, orfano della madre. A causa di un principio di congelamento al volto successivamente degenerato, fu operato in giovane età rimanendo sfigurato alla guancia sinistra. Giovane, aderì al Partito Social Democratico e si distinse ben presto per le sue qualità da oratore.
Nel 1874 fu eletto deputato, ma fu costretto a lasciare la Germania a causa della legge anti-socialista, e così, nel 1878, si stabilì a Londra. Fu qui che cominciò a simpatizzare per i movimenti anarchici.
Nel 1881 fu arrestato per aver scritto un articolo ove incitava all'assassinio dello Zar Alessandro II di Russia (morto poi in un attentato proprio quell'anno). Dopo 18 mesi, uscito di galera, si trasferì negli Stati Uniti, stabilendosi a Chicago. Emma Goldmann, anarchica russa emigrata negli Stati Uniti, fu molto ispirata da Most, che scoprì in lei qualità di oratrice spingendola a un impegno più attivo.
Morì sessantenne a Cincinnati, dove si trovava per una conferenza, in seguito a una infezione di erisipela.
Considerato uno dei primi teorizzatori della cosiddetta "propaganda dei fatti", cioè dell'impegno fattivo in prima persona nel movimento rivoluzionario anche mediante la lotta armata, Most fu altresì ateo militante e anticleriale molto acceso. Pubblicò vari libri e pamphlets incentrati sui temi dell'anarchia.
Uno dei pamphlets più controversi di Most attinente alla "propaganda dei fatti", fu probabilmente il manuale Revolutionäre Kriegswissenschaft ("Scienza della guerra rivoluzionaria") del 1883, il cui sottotitolo recitava: Ein Handbüchlein zur Anleitung betreffend Gebrauches und Herstellung von Nitroglycerin, Dynamit, Schiessbaumwolle, Knallquecksilber, Bomben, Brandsätzen, Giften, u.j.w. ("Un manuale d'istruzioni riguardanti l'uso e la produzione di nitroglicerina, dinamite, fulmicotone, fulminato di mercurio, bombe, ordigni incendiari, veleni, ecc."). Quest'opera di Most fu una delle fonti d'ispirazione per The Anarchist Cookbook, scritto da William Powell nel 1971, come evidenziò Powell nell'introduzione del suo manuale.